# Station Rheinhausen
Station Rheinhausen is een treinstation in het stadsdeel Rheinhausen van de Duitse stad Duisburg en ligt aan de spoorlijnen Rheinhausen - Kleve en Krefeld-Oppum - Bochum-Nord.